# 罪人與龍共舞
《罪人與龍共舞》是淺井LABO所作的日本輕小說作品，插圖至13卷由宮城繪畫，14卷起改為繪畫，由小學館出版。2017年10月宣佈改編為電視動畫作品，2018年4月5日開始播放，動畫由Seven Arcs Pictures負責製作。
《罪人與龍共舞》是第7屆Sneaker大賞鼓勵獎得獎作品，投稿時標題為，在角川書店角川Sneaker文庫發行，後轉至小學館GAGAGA文庫，同時名稱變更為。

## 故事簡介
咒式與謀略、愛以及因愛而生的背叛──
所謂的咒式，乃操作作用子定數h，讓物理法則發生局部變化，產生TNT炸藥與毒氣，並引發電漿與核融合之類強烈物理現象的方程式。兩名使用咒式的進攻型咒式 士，想擺脫惡運纏身的嘉優斯，以及殘酷的俊美劍士吉吉那。追尋「異貌者」和賞金通緝要犯的兩人，被捲入艾理達那上「龍」的戰爭以及大國的陰謀中……

## 登場角色
嘉優斯·列維那·索雷爾（聲：島崎信長、谷山紀章）
所屬：達拉哈德事務所→亞修雷·布夫&索雷爾事務所
本作主人公之一，紅髮眼鏡，身材纖長。算是帥哥但總是臭著一張臉。
曾被很多人說過作為攻性咒式士的體格不夠，但具有非常豐富的咒式相關知識，並具有能以此為基礎靈活運用在戰鬥中的明晰頭腦，擅長分析戰況和指定戰術。
常用大招為化學煉成系第七階位的核爆咒式。
在一次任務中瀕死時加入達拉哈德事務所，後事務所因不明原因崩壞，只剩下嘉優斯和吉吉那兩人，故改名為亞修雷·布夫&索雷爾事務所。
本身為平凡沒落貴族家的三男，有兩個哥哥一個妹妹，妹妹似乎已經死亡。
因為家裡人完全不管家事的關係，所有伙食都由嘉優斯來負擔，目前料理手腕是達人級。一度會讓人產生這是不是料理小說的錯覺。
女友吉薇妮雅。第二部時兩人已結婚。
運氣非常差勁，走路會掉進坑裡，戰鬥時武器連著卡殼兩次，被打飛也會正好撞到鋼筋之類的突起物，時常抽中命運的下下籤。「一京分の一の男」
和吉吉那關係相當糟糕，互相看對方不順眼，無時不刻在吵嘴，兩人的唇槍舌戰可以說是本作的亮點之一。為了逼迫吉吉那退款他甚至會去強姦椅子。
吉吉那·嘉迪·多爾克·梅雷歐斯·亞修雷·布夫（聲：細谷佳正、松風雅也）
所屬：達拉哈德事務所—>亞修雷·布夫&索雷爾事務所
本作主人公之一，銀髮銀眼，屠龍族與人類的混血，顏值爆表。屠龍族的名字又臭又長。
作為生體強化系咒式士的實力非常強勁，是個缺根筋的戰鬥狂，在隊伍里負責近戰和治療。
性格高傲難以接近，但很多時候又特別好騙。在故鄉有個未婚妻，似乎性格非常凶暴，連吉吉那都很怕她。
然而他在艾里達那還有許多女性伴侶。
有個女兒【西露露佳】，是把椅子，會每天與她溝通。其生母是個謎……
是上述嘉優斯強姦未遂的對象。
家具狂熱者，認為家具是這世界上最美好的東西，會隨時給路邊的家具起名字。其兒子塔雷爾克（櫃子）因嘉優斯的緣故兩度夭折。
吉薇妮婭·羅列佐（聲：日笠陽子、長澤美樹）
嘉優斯的戀人，是個有著尖耳朵和白金色頭發的美女，アルリアン人和人類的混血兒。嘉優斯曾說，像她這麽好的女孩和自己在一起真是可惜了。
本身正義感很強，但由于是個老好人而很容易被騙，不過在某種場合會表現出黑暗和邪惡的一面，被人賦予「惡魔」、「邪惡的暗之女皇」等稱號。
嘉優斯以前教過她護身格鬥術，所以身體能力很強。

### 龍
妮多沃爾克（聲：甲斐田裕子）
在艾爾達那的街道上引發了咒式士連續殺人事件的女性。及腰的黑直長髮加上深綠色的眼瞳，白皙的肢体上穿着籠罩著暗黑夜空的衣服。是使用極少数人才掌握的難度超高的重力系咒式的攻擊型咒式士。為了復仇，而在艾爾達那的夜晚徘徊游走着。
其丈夫疑似為被吉吉那和嘉優斯殺死的黑龍。

## 出版書籍

### 輕小說
| 冊數   | 小學館                               | 小學館         | 小學館                 | 尖端出版       | 尖端出版               |
| 冊數   | 標題                                 | 發售日期       | ISBN                   | 發售日期       | ISBN                   |
| 第一部 | 第一部                               | 第一部         | 第一部                 | 第一部         | 第一部                 |
| ------ | ------------------------------------ | -------------- | ---------------------- | -------------- | ---------------------- |
| 1      | Dances with the Dragons              | 2008年5月20日  | ISBN 978-4-09-451072-0 | 2010年1月27日  | ISBN 978-957-104-208-4 |
| 2      | Ash to Wish                          | 2008年6月18日  | ISBN 978-4-09-451076-8 | 2010年7月6日   | ISBN 978-957-104-303-6 |
| 3      | Silverdawn Goldendusk                | 2008年9月18日  | ISBN 978-4-09-451088-1 | 2011年7月8日   | ISBN 978-957-104-503-0 |
| 4      | Soul Bet's Gamblers                  | 2008年10月18日 | ISBN 978-4-09-451094-2 | 2012年10月26日 | ISBN 978-957-104-529-0 |
| 5      | Hard Days & Nights                   | 2009年2月18日  | ISBN 978-4-09-451116-1 | 2013年11月4日  | ISBN 978-957-105-279-3 |
| 6      | As Long As I Fall                    | 2009年4月17日  | ISBN 978-4-09-451132-1 | 2015年6月26日  | ISBN 978-957-105-915-0 |
| 7      | Go to Kill the Love Story            | 2009年8月18日  | ISBN 978-4-09-451153-6 | 2016年4月13日  | ISBN 978-957-106-472-7 |
| 8      | Nowhere Here                         | 2009年8月18日  | ISBN 978-4-09-451165-9 |                |                        |
| 9      | Be on the Next Victim                | 2010年7月17日  | ISBN 978-4-09-451218-2 |                |                        |
| 10     | Scarlet Tide                         | 2011年6月17日  | ISBN 978-4-09-451279-3 |                |                        |
| 11     | Waiting Here to Stop the Noisy Heart | 2012年5月18日  | ISBN 978-4-09-451339-4 |                |                        |
| 0.5    | At That Time the Sky was Higher      | 2012年9月19日  | ISBN 978-4-09-451363-9 |                |                        |
| 12     | The One I Want                       | 2013年4月18日  | ISBN 978-4-09-451406-3 |                |                        |
| 13     | Even if you become the Stardust      | 2013年12月18日 | ISBN 978-4-09-451457-5 |                |                        |
| 第二部 |                                      |                |                        |                |                        |
| 14     |                                      | 2014年9月18日  | ISBN 978-4-09-451510-7 |                |                        |
| 15     |                                      | 2015年1月20日  | ISBN 978-4-09-451529-9 |                |                        |
| 16     |                                      | 2015年2月18日  | ISBN 978-4-09-451535-0 |                |                        |
| 17     |                                      | 2016年7月20日  | ISBN 978-4-09-451619-7 |                |                        |
| 18     |                                      | 2016年8月18日  | ISBN 978-4-09-451627-2 |                |                        |
| 19     |                                      | 2017年2月17日  | ISBN 978-4-09-451659-3 |                |                        |
| 20     |                                      | 2017年9月20日  | ISBN 978-4-09-451698-2 |                |                        |
| 21     |                                      | 2018年3月20日  | ISBN 978-4-09-451724-8 |                |                        |
| 22     |                                      | 2022年12月20日 | ISBN 978-4-09-453102-2 |                |                        |
| 23     |                                      | 2023年1月18日  | ISBN 978-4-09-453109-1 |                |                        |
| 24     |                                      | 2023年2月20日  | ISBN 978-4-09-453113-8 |                |                        |

## 電視動畫

### 主題曲
片頭曲「divine criminal」
填詞、作曲、編曲：八木沼悟志，主唱：fripSide
片尾曲「décadence -デカダンス-」
填詞：黑崎真音、akane，作曲、編曲：藤井亮太、奈須野新平，主唱：黑崎真音

### 各話列表
| 話數   | 日文標題 | 中文標題               | 劇本     | 分鏡                | 演出              | 作畫監督 | 總作畫監督                          |
| ------ | -------- | ---------------------- | -------- | ------------------- | ----------------- | --- | ----------------------------------- |
| 第1話  |          | 咒式與劍的災禍之歌     | 伊神貴世 | 花井宏和            | 花井宏和          | 石川健介、小倉典子 冨永一仁、望月俊平 平田賢一、飯島友里惠 宮地聰子、服部益實 河本美代子、戶羽谷沙知 上野泰寬、服部憲知 鐵人動畫 | 石川健介 小倉典子 北尾勝            |
| 第2話  |          | 樞機主教的祝禱祭典     | 伊神貴世 | 西村博昭 花井宏和   | 高山秀樹          | Kim Suho、Jang Jaeyong 冨永一仁、 NEOX                                                                                           | 石川健介 小倉典子 北尾勝            |
| 第3話  |          | 織光之手               | 菅原雪繪 | 長尾肅              | 所俊克            | 柳孝相、飯飼一幸、門智昭 | 石川健介 小倉典子                   |
| 第4話  |          | 翼人們的群舞           | 菅原雪繪 | 江口大輔            | 三上喜子 花井宏和 | 吉岡敏幸、富永一仁 岡田雅人、二宮奈那子 西川真人、鐵人動畫                                                                       | 石川健介 小倉典子                   |
| 第5話  |          | 復仇的女神             | 伊神貴世 | 佐野隆史            | 白石道太          | 細田沙織、中野彰子 吉岡敏幸、西川真人 平田賢一、飯嶋友里恵 アルベルト・キエ                                                      | 石川健介 小倉典子                   |
| 第6話  |          | 凶兆                   | 伊神貴世 | 關十                | 森友宏樹          | Kim Bongduck、Lee Sungjae | 石川健介                            |
| 第7話  |          | 晚宴的邀約             | 伊神貴世 | 秋山宏              | 殿水敦子 中野彰子 | 細田沙織、久松沙紀 中野彰子、岡本圭一郎 平田賢一、月岡芳一                                                                       | 石川健介 小倉典子 冨永一仁          |
| 第8話  |          | 平靜白晝與孤寂夜晚     | 伊神貴世 | 中村近世            | 松村樹里亞        | 吉岡敏幸、岡田雅人 西川真人、宇都木勇 秋山宏                                                                                     | 小倉典子 冨永一仁                   |
| 第9話  |          | 惡意的啟示             | 伊神貴世 | 山田雅之 東海林真一 | 高山秀樹          | wang Yeongsik | 小倉典子                            |
| 第10話 |          | 蜘蛛的斷頭台、蛇的期限 | 伊神貴世 | 花井宏和 菱川直樹   | 菱川直樹          | （株）247 | 冨永一仁 石川健介 森前和也          |
| 第11話 |          | 散沙的終盤             | 伊神貴世 | 加瀨充子            | 森友宏樹          | Hwang Yeongsik、Kim BOngduck | 小倉典子 石川健介 冨永一仁 森前和也 |
| 第12話 |          | 然而我們               | 伊神貴世 | 東海林真一          | 花井宏和          | 細田沙織、久松沙紀 月岡芳一 | 石川健介 小倉典子 冨永一仁          |

### 藍光版
| 卷數 | 發售日期      | 收錄話數      | 規格編號  |
| ---- | ------------- | ------------- | --------- |
| 1    | 2018年6月27日 | 第1話~第3話   | GNXA-2031 |
| 2    | 2018年7月27日 | 第4話~第6話   | GNXA-2032 |
| 3    | 2018年8月29日 | 第7話~第9話   | GNXA-2033 |
| 4    | 2018年9月28日 | 第10話~第12話 | GNXA-2034 |

## 外部連結
- （日語）小學館特設網站 （页面存档备份，存于）
- （日語）淺井LABO官方放任機關 ASAI-Laboratory （页面存档备份，存于）
- （日語）ASAI-Laboratory別館 Labo pedia
- （日語）電視動畫「罪人與龍共舞」官方網站｜TBS電視台 （页面存档备份，存于）
- （日語）「罪人與龍共舞」動畫官方的X（前Twitter）